# Regerstraße
Die Regerstraße ist eine Innerortsstraße im Stadtbezirk Au-Haidhausen (Nr. 5) von München.

## Verlauf
Die Straße beginnt in Verlängerung der Franziskanerstraße als Regerplatz an der Gebsattelstraße und führt in südwestlicher Richtung zu den Gleisen der Bahnstrecke München–Rosenheim, bei deren Überbrückung sie in die Tegernseer Landstraße übergeht.

## Öffentlicher Verkehr
Die Straße wird u. a. von der Straßenbahnlinie 25 der Münchner Verkehrsgesellschaft (MVG) durchfahren.

## Namensgeber
Die Straße ist nach dem Stadtpfarrer Max Reger der Pfarrkirche Maria Hilf (1816 bis 1884) und nach dem Komponisten Max Reger (1873 bis 1916) benannt.

## Charakteristik
Die Straße verbindet die Tegernseer Landstraße mit der Franziskanerstraße und somit auch das Giesinger Zentrum am Tegernseer Platz mit dem Rosenheimer Platz. Das Gelände zur Bahn hin war wie das angrenzende in der Welfenstraße lange gewerblich genutzt und wurde nach der Auflassung des Paulaner-Betriebsgeländes in jüngster Zeit neu überbaut.

## Denkmalgeschützte Bauwerke

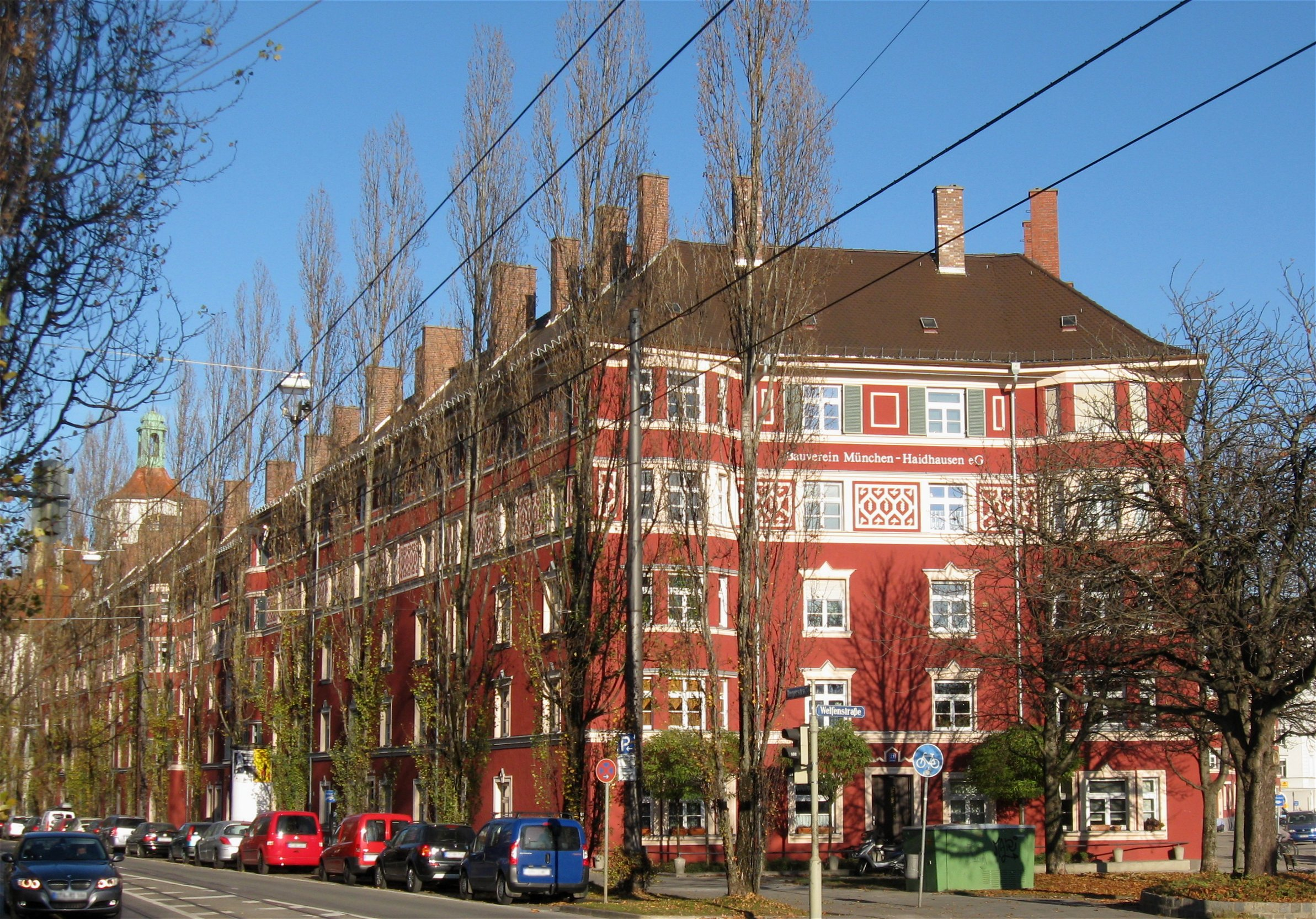
Regerstraße 11–23 (ungerade)

- Hausnr. 11–23 (ungerade): Wohnanlage, geschlossener Block auf dreieckig zugeschnittenem Grundstück, mit einschwingenden Fassaden, Eckerkern und Putzdekor, 1927–1929 von Ludwig Naneder für den Bauverein München-Haidhausen; mit Welfenstraße 1–13a (ungerade) und Weilerstraße 2–10 (gerade) (Denkmalliste D-1-62-000-7856)
- Hausnr. 18/20: Mietshausgruppe, viergeschossiger Walmdachbau mit Zwerchhäusern und flachen Risaliten, Neubarock, um 1890/1900; Hausfigur des Hl. Georg, Kalkstein (Denkmalliste D-1-62-000-5682)

Am Regerplatz

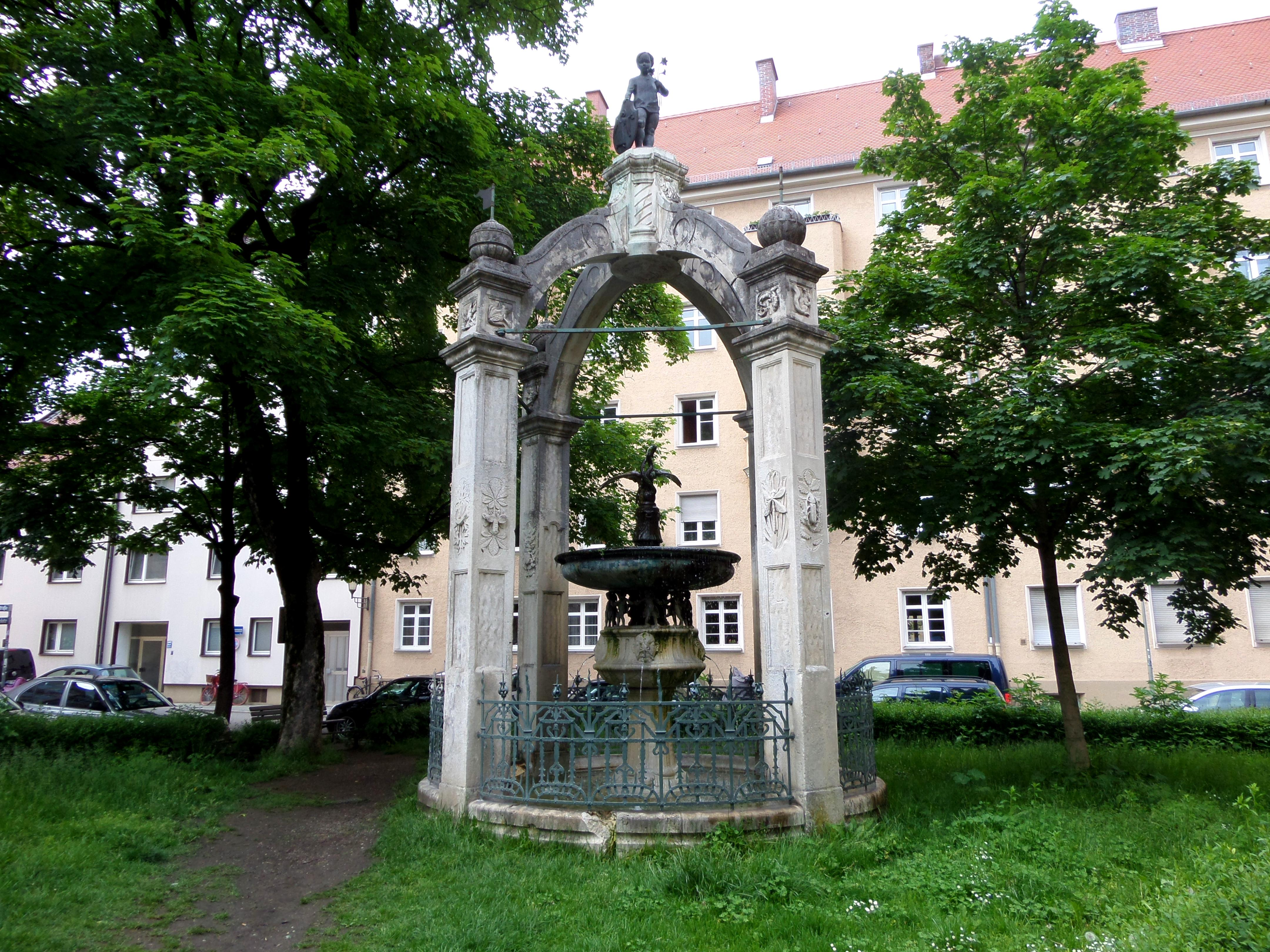
Reiherbrunnen

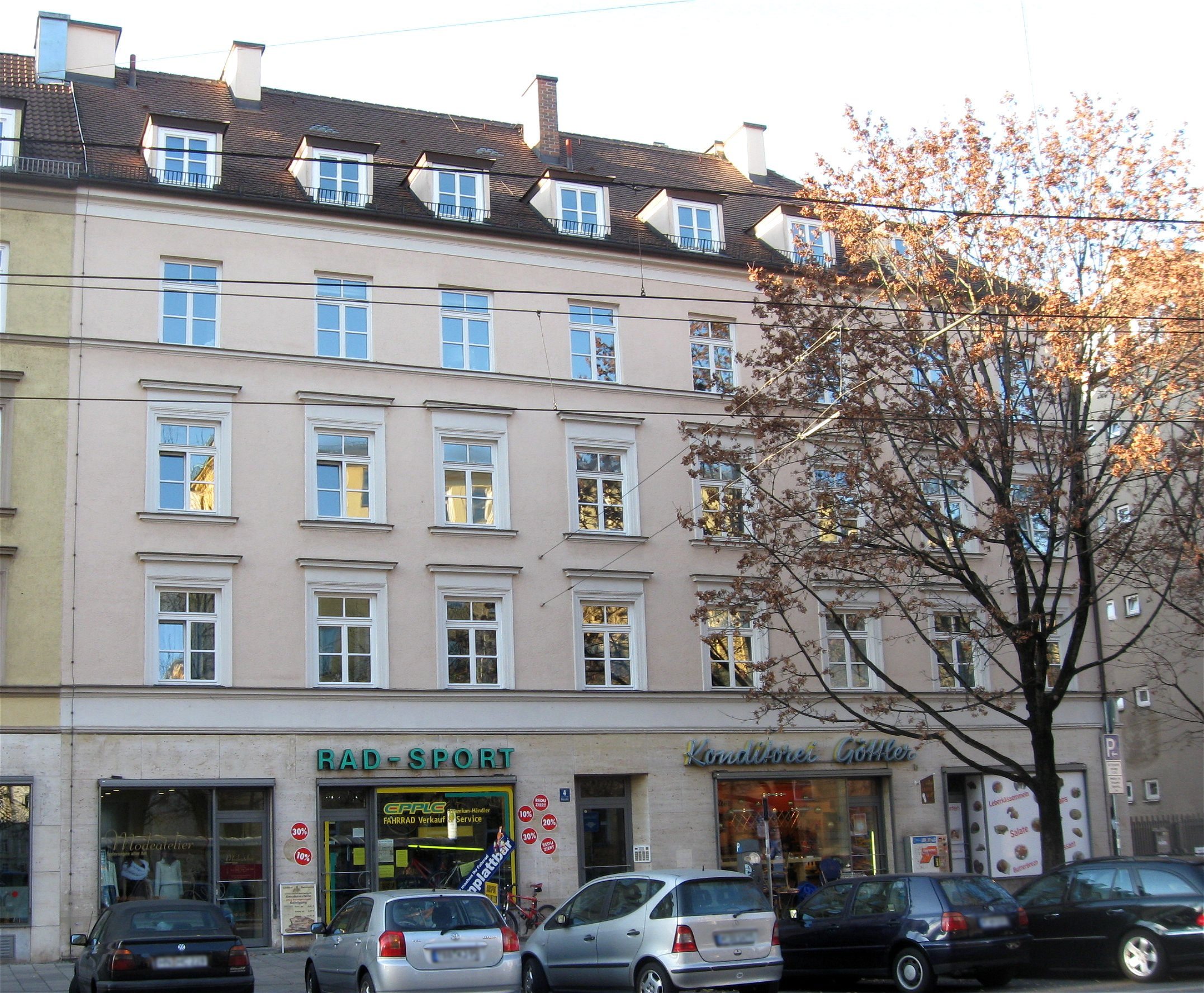
Regerplatz 4

- Reiherbrunnen in der Platzmitte, Schalenbrunnen (Bronze auf Steinsockel) in Steingehäuse mit Gitter, 1899 von Theodor Fischer und Josef Flossmann, (Denkmalliste D-1-62-000-5681)
- Hausnr. 1: Maria-Theresia-Gymnasium, neubarocker Gruppenbau mit Runderker und steinernem Eingangsvorbau, 1898–1899 von Adolf Stauffer (Denkmalliste D-1-62-000-5676)
- Hausnr. 2: Mietshaus, neubarocker Eckbau, reich gegliedert, mit Eckturm, zwei Erkern und Stuckdekor, bezeichnet 1898, von Adolf Seiffhart (Denkmalliste D-1-62-000-5677)
- Hausnr. 3: Mietshaus, spätklassizistischer Eckbau, um 1860; bildet einen Block mit Nr. 4 (Denkmalliste D-1-62-000-5678)
- Hausnr. 4: spätklassizistisches Mietshaus (wie Nr. 3, Denkmalliste D-1-62-000-5679)
- Hausnr. 7/8/9: Teil einer Wohnanlage, 1927 von Emil Wolf; mit Gebsattelstraße 4–22 (gerade Nrn.) (Denkmalliste D-1-62-000-2056)